# Amos Bronson Alcott
Amos Bronson Alcott (Wolcott, 29 novembre 1799 – Boston, 4 marzo 1888) è stato un educatore, insegnante e filosofo statunitense.
Fu il padre di Louisa May Alcott, autrice dei romanzi della serie Piccole donne. Viene ricordato per aver fondato una comunità utopica conosciuta come Fruitlands e per aver aderito alla filosofia trascendentalista.

## Biografia
Figlio di un povero contadino coltivatore di lino, Joseph Chatfield Alcott e di Anna Bronson Alcott, Amos Bronson Alcott fu autodidatta. Da giovane, lavorò come tuttofare e giardiniere.
Si sposò con Abigail il 23 maggio 1830 e dal matrimonio nacquero quattro figlie: Anna, Louisa, Lizzie e May.
Negli anni successivi la coppia si spostò più volte a causa dei tentativi falliti, per motivi finanziari, di aprire delle scuole sperimentali basate sul sistema educativo sperimentato direttamente con la loro famiglia. Alcott riteneva infatti che l'istruzione dovesse essere un'esperienza piacevole ed incluse così tra le materie di studio delle figlie anche l'educazione fisica, la danza, l'arte, la musica e la stesura di un diario quotidiano.
Dopo molti trasferimenti, nel 1857 gli Alcott si stabilirono definitivamente a Concord, ad Orchard House, così chiamata per la presenza d'alberi di mele.
Ampliata la casa, Amos Bronson vi costruì nel retro la sua Scuola di Filosofia, fondata nel 1879 sul modello dell'Accademia di Platone e del movimento del Lyceum in America. La scuola promuoveva gli ideali del Trascendentalismo.
Le stanze al pianterreno ospitarono le lezioni fino alla morte di Bronson nel 1888 mentre il salotto era sede di incontri intellettuali.
Scrisse varie articoli per riviste di filosofia e di Trascendentalismo e pubblicò in particolare un libro intitolato Concord Days (1872).
Nel 1872 fu colpito da un ictus ed iniziò ad avere problemi di salute che perdurarono fino alla sua morte avvenuta il 4 marzo 1888. Il giorno stesso del suo funerale, il 6 marzo 1888, la figlia Louisa May morì.

## Pensiero filosofico
Amos Bronson fu un uomo molto moderno per il suo tempo. Era un forte sostenitore del diritto di voto per le donne. In una lettera a Elizabeth Cady Stanton, una leader del movimento femminile, scrisse:
Oltre che il diritto di voto per le donne, Amos Alcott sostenne con forza anche l'abolizione della schiavitù. Sostenne inoltre il vegetarianismo e in tale ottica scrisse:
Amos Bronson Alcott cercò di mettere in pratica nella vita quotidiana i suoi ideali trascendentalisti. In qualità di educatore credeva che la conoscenza e la guida morale sorgessero dall'interno di ognuno e che il ruolo dell'insegnante fosse proprio quello di aiutare queste doti a esprimersi in modo positivo.
Alcott credeva che la chiave della riforma sociale e della crescita spirituale risiedesse nella famiglia. Cercava quindi di instillare nei suoi bambini fin dalla più tenera età alcuni valori essenziali: la fiducia in se stessi, il senso del dovere, il sacrificio e la carità. L'espressione dell'individuo andava coltivata al punto da mantenere un diario quotidiano condiviso per stimolare l'apertura del pensiero e dei sentimenti.
La sua scuola di Filosofia di Concord fu una delle prime scuole estive per adulti e rimase attiva per nove estati consecutive, fino all'anno della sua morte: fu chiusa infatti nel luglio 1888 con una cerimonia in sua commemorazione.